# La Princesse grenouille
Pour plus de détails, voir Fiche technique et Distribution.
Pour les articles homonymes, voir La Princesse-Grenouille et La Princesse et la Grenouille.
La Princesse grenouille (en russe Царевна-Лягушка, Tsarevna-lyagushka) est un film d'animation soviétique réalisé par Mikhaïl Tsekhanovski et sorti en 1954. C'est un dessin animé adapté du conte russe La Princesse-Grenouille.

## Synopsis
La princesse Vassilissa la très belle est kidnappée par Kochtcheï l'Immortel, sorcier maléfique, qui l'emmène dans son jardin où tous les êtres vivants sont changés en or. Kochtcheï tente en vain de séduire Vassilissa, qui se rit de lui lorsqu'il lui demande de l'épouser, car il est très laid. Furieux, le sorcier invite alors la princesse à se regarder dans un miroir ensorcelé, et il la transforme ainsi en grenouille pour trois ans et trois jours, après quoi il la chasse.
Dans un royaume à quelque distance de là, un tsar a trois fils. Afin de leur trouver des épouses, il leur demande de tirer chacun une flèche dans une direction différente et d'épouser la première femme qui ramassera leur flèche. Les flèches des deux premiers fils sont ramassées par des femmes de bonne famille qui occasionnent de bons mariages. Mais la flèche d'Ivan se perd au loin, et, lorsqu'il la retrouve, seule une grenouille se trouve à proximité : c'est Vassilissa transformée, qui exige qu'Ivan la prenne pour épouse en suivant l'ordre du tsar. D'abord désespéré, Ivan se rend bientôt compte que la grenouille n'est autre qu'une princesse métamorphosée. Il reste à trouver un moyen de libérer Vassilissa de la malédiction.

## Fiche technique
- Titre : La Princesse grenouille
- Titre original : Царевна-Лягушка
- Réalisation : Mikhaïl Tsekhanovski
- Scénario : Mikhaïl Volpine (ru), d'après le conte populaire La Princesse-Grenouille.
- Photographie : Aleksandr Astafiev
- Direction artistique : Aleksandr Beliakov, Lev Miltchine (ru)
- Animateurs : Fiodor Khitrouk, Roman Katchanov, Vladimir Fiodorov (ru), Vladimir Danilevitch (ru), Boris Meïerovitch, Boris Tchani, Vadim Dolguikh, Tatiana Taranovitch, Viktor Likhatchev, Konstantin Malychev
- Son : Gueorgui Martyniouk
- Assistant réalisateur ; Vera Tsekhanovskaïa
- Décors : Irina Troïanova, Vera Valerianova, Piotr Korobaïev
- Musique : Iouri Levitine
- Montage : Lydia Kiakcht
- Studio de production : Soyuzmultfilm Studio
- Pays : Union soviétique
- Langue : russe
- Format : couleur
- Durée : 40 minutes
- Date de sortie : 1954

## Distribution

### Voix originales
- Margarita Kouprianova (ru) : Vassilissa-la-très-belle
- Anatoli Verbitski (ru) : Ivan Tsarévitch
- Aleksandr Roumnev (ru) : Kochtcheï
- Gueorgui Milliar : Baba Yaga
- Boris Tchirkov : Tsar
- Alekseï Gribov : Kodrat
- Vladimir Gribkov (ru) : vieillard

### Voix françaises
- Bernard Métraux : Prince Ivan
- Monique Thierry : Vassilissa / Baba Yaga / La femme du frère cadet
- Gérard Hernandez: Kochtcheï
- Philippe Dumat : Le tsar / la maman ourse
- Danièle Hazan : La femme du frère aîné / La louve / L’oiseau / L’oisillon / Le brochet
- Raoul Delfosse : Le vieil homme
- Jean Barney : Le narrateur / Le frère aîné / Le frère cadet

## Production

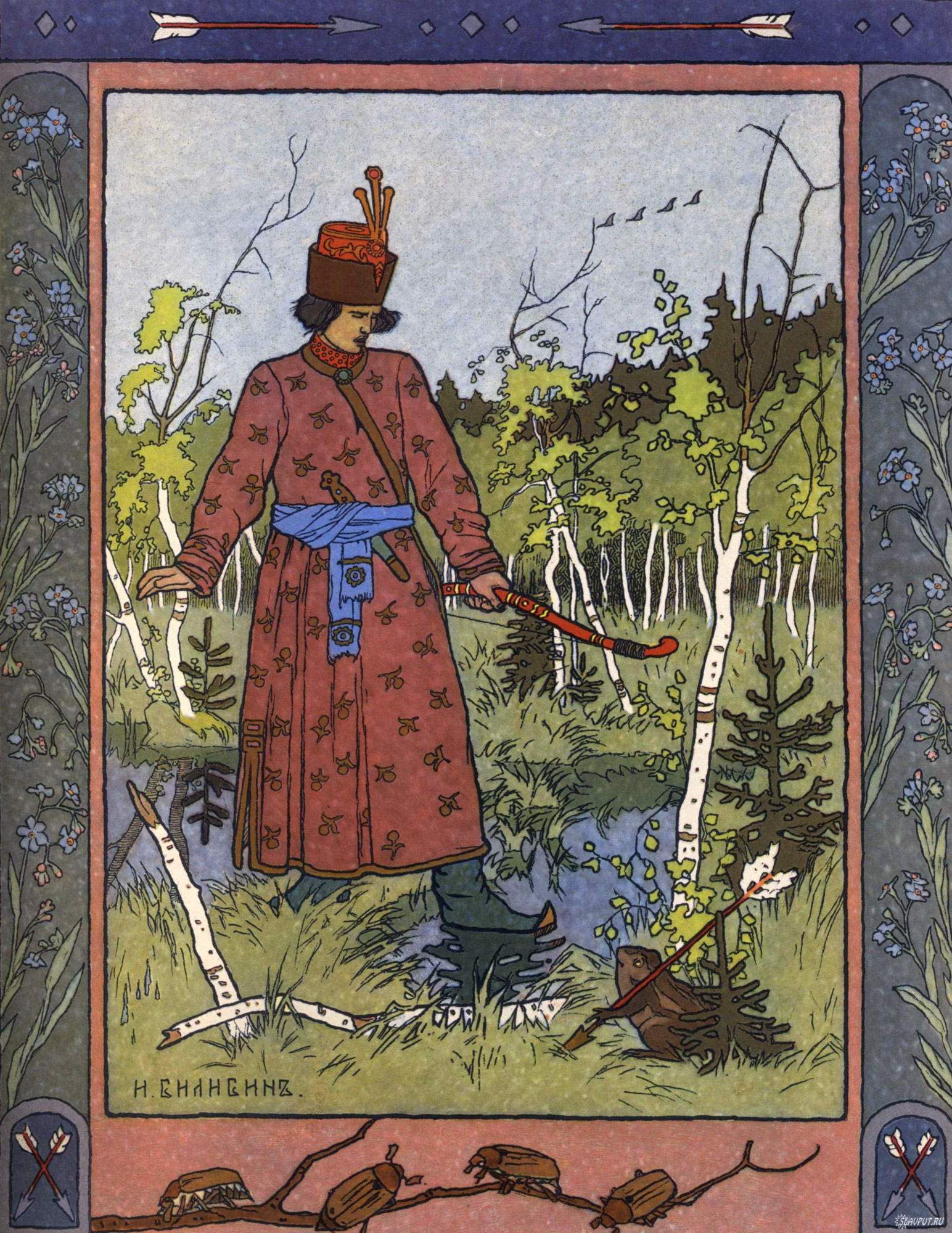
Illustration d'Ivan Bilibine pour La Princesse-Grenouille ayant inspiré le film.

L'univers visuel du dessin animé s'inspire des illustrations du peintre russe Ivan Bilibine pour les livres de contes russes traditionnels.

## Distinctions
En 1960, le film obtient le prix du Certificat d'argent au Festival international du film de Mar del Plata en Argentine[réf. nécessaire].
Dans les années 2010, le film est régulièrement projeté dans des festivals de cinéma international.

## Éditions en vidéo
En France, le film a été notamment édité en cassette vidéo VHS sous le titre La Princesse grenouille, sur la même cassette que le dessin animé Le Petit Renne courageux, par l'éditeur AT Productions dans la collection "Réglisse" en 1990. Les films y sont distribués en version française (sauf le générique du Petit Renne courageux qui est en russe). Il a été réédité par la suite, toujours en VHS, chez Citel en 2002.
Le film a été édité en DVD, regroupé avec cinq autres dessins animés de contes, chez Citel en 2003.